# Hypharpax australis
Hypharpax australis – gatunek chrząszcza z rodziny biegaczowatych i podrodziny Harpalinae.

## Taksonomia
Gatunek opisany został w 1829 roku przez Pierre’a F.M.A. Dejeana jako Harpalus australis. Do rodzaju Hypharpax przeniesiony został w 1874 roku przez Henry’ego Waltera Batesa.

## Opis
Ciało długości od 5,5 do 7,0 mm, nieco wypukłe, zielone lub lśniąco czarne z nasadą czułków i ⅔ goleni jaśniejszymi, trochę z miedzianym lub zielono-złotym połyskiem, ogólnie gładkie i bezwłose, o mikrorzeźbie izodiametrycznej. Głowa na wysokości oczu węższa od wierzchołka przedplecza, z przodu płaska, a z tyłu nieco wypukła. Głaszczki ścięte wierzchołkowo. Przedostatni człon głaszczków wargowych o trzech szczecinkach. Przedplecze silnie poprzeczne, prawie wielokątne, o bokach niezafalowanych, zbiegających się ku nieco wypukłej, wyraźnie węższej niż nasada pokryw podstawie. Przednie kąty słabo rozwinięte, zaokrąglone, a tylne umiarkowanie rozwinięte, szeroko-zaokrąglone. Dołki przypodstawowe głębokie i raczej wąsie. Punktowanie przedplecza silnie rozwinięte. Episternity zatułowia dłuższe niż szerokie. Pokrywy najszersze około połowy długości, około 2,8 raza dłuższe niż szerokie, o ramionach kanciastych i pozbawionych ząbka, przedwierzchołkowym zafalowaniu słabym i międzyrzędach płaskich i niepunktowanych, a międzyrzędzie 3 z uszczecinionym punktem za środkiem. Edeagus w widoku bocznym o wierzchołku nieco grzbietowo powiększonym, a w widoku grzbietowym o ostium słabo zgiętym w prawo.

## Biologia i ekologia
Gatunek nizinny i górski. Bytuje na wydmach, łąkach, pastwiskach, polach uprawnych, brzegach rzek i w scrubach, na terenach otwartych, glebach piaszczystych lub gliniastych. Aktywny całorocznie, głównie za dnia, szczególnie w czasie słonecznym. Gdy pochmurno chowa się pod kamieniami i kawałkami drewna oraz w norkach u podstawy roślin. Wszzystożerny. Makropteryczny. Regularnie atakowany przez roztocze.

## Rozprzestrzenienie
Gatunek ten występuje w Australii, na Tasmanii, Lord Howe i nowozelandzkich wyspach: Południowej, Północnej, Trzech Króli i Chatham.